# ك. شيبرز
ك. شيبرز (6 نوفمبر 1936 - 12 أغسطس 2021)، هو الاسم المستعار لجيرارد ستيغر، شاعر وكاتب وناقد فني هولندي. أعماله بأكملها مكرس للنظر في الأشياء والأحداث اليومية بطريقة جديدة.

## الجوائز
- 1966 - جائزة بلدية امستردام للشعر. (1966).
- 1980 - Cestoda-prijs
- 1983 - Multatuliprijs
- 1990 - Jan Greshoffprijs
- 1995 - زيلفرين جريفيل عن فيلم Nachts op dak
- 1996 - جائزة بي سي هوفت
- 1997 - بيير بايل بريج
- 1999 - زيلفرين جريفيل عن دور سوك من سبري
- 2006 - جائزة ليبريس.